# Cedusa edentata
Cedusa edentata är en insektsart som först beskrevs av Van Duzee 1912.  Cedusa edentata ingår i släktet Cedusa och familjen Derbidae. Inga underarter finns listade i Catalogue of Life.